# Lorraine 15 CV
Lorraine 15 CV ist die Bezeichnung für mehrere Pkw-Modelle der Marke Lorraine von Lorraine-Dietrich in Frankreich. CV ist ein Hinweis auf Cheval fiscal, die damalige steuerliche Einstufung in Frankreich.

## Die Modelle im Einzelnen
- Lorraine B.6 von 1928 bis 1932 (vorher Lorraine-Dietrich B.6)
- Lorraine Sport von 1928 bis 1932 (vorher Lorraine-Dietrich Sport)